# Circuit d'Esterel Plage
Le Circuit d'Esterel Plage, ou Grand Prix de Saint-Raphaël, Circuit de la Riviera, est un Grand Prix pour Formule libre organisé à quatre reprises durant la deuxième moitié des années 1920, près de Saint-Raphaël (le Massif de l'Esterel étant quant à lui situé dans l'est du département du Var). Esterel Plage est sur la petite station balnéaire de Boulouris-sur-Mer, à l'est de la ville. L'épreuve est organisée par l'AMC de St-Raphaël et par l'AC du Var.

## Histoire
Le circuit d'un tier de kilomètre est à parcourir de 18 à 20 fois selon l'année, soit 60 à 66,4 kilomètres (au début du mois de mars, ou de celui d'avril, au démarrage de l'année sportive automobile).
Toutes les catégories sont mélangées en 1930. L'année suivante, trois courses bien distinctes ont lieu : Yves Giraud-Cabantous l'emporte en catégorie 1 100 cm3 sur son cyclecar Caban-Ruby 1,5 l devant José Scaron (ultime apparition d'André Morel lors de cette course) et Edouard Roux sur voiturette Bugatti Type 37A dans celle des 1 500 cm3.

## Palmarès
| Année | Vainqueur          | Voiture          |
| ----- | ------------------ | ---------------- |
| 1928  | Louis Chiron       | Bugatti          |
| 1929  | Edward Bret        | Bugatti          |
| 1930, | René Dreyfus       | Bugatti Type 35B |
| 1931  | Philippe Étancelin | Bugatti Type 35C |

(Nota Bene: en 1931, une course motocycliste est aussi disputée sur le circuit durant l'année, gagnée par Braccini sur Monet-Goyon 350 cm3 latérale, devant son équipier Aragon.)

## Remarque
À sept reprises entre 1900 et 1930 la course de côte de l'Estérel, l'une des plus anciennes de France, se tient près de Cannes, elle se dispute dans le massif du même nom, sur 8 kilomètres et emprunte la Corniche d'Or.